# مردان طف
مردان طف یک مجموعه تلویزیونی محصول سال ۱۳۷۱ به نویسندگی و کارگردانی «حمید صفایی» است که در ۷ قسمت از شبکه ۱ پخش شد.

## بازیگران
- تورج فرامرزیان
- سیامک فرامرزیان
- محمود صحرایی
- حسین کسری
- محمد اسدی
- حمید کاکاسلطانی
- احمد عباسقلی
- منوچهر سلطانی
- حسین گنجی
- شیدا فیروزی
- علی عالی
- علی زرینی
- محمد پورحسن
- محمد یگانه
- منیژه دلدار گلچین